# Sporophila fringilloides
El semillero nuquiblanco (Sporophila fringilloides), conocido también como semillero de nuca blanca (en Venezuela) o semillero pechiblanco (en Colombia), es una especie de ave paseriforme de la familia Thraupidae perteneciente al numeroso género Sporophila, anteriormente situada en el género monotípico Dolospingus. Es nativo de América del Sur, en el noroeste de la cuenca del Amazonas.

## Distribución y hábitat
Se distribuye desde el sureste de Colombia (Guainía y Vaupés), sur de Venezuela (Amazonas) y noroeste de Brasil (norte de Amazonas hacia el este hasta Presidente Figueiredo, posiblemente también en el centro de Roraima); y en el sur de Guyana.
Esta especie es poco común y local en sus hábitats naturales: los bosques arbustivos y parches de sabanas amazónicas, por debajo de los 300 m de altitud.

## Sistemática

### Descripción original
La especie S. fringilloides fue descrita por primera vez por el ornitólogo austríaco August von Pelzeln en 1870 bajo el nombre científico Oryzoborus fringilloides; su localidad tipo es: «río Xié, alto río Negro, Brasil».

### Etimología
El nombre genérico femenino Sporophila es una combinación de las palabras del griego «sporos»: semilla, y  «philos»: amante; y el nombre de la especie «fringilloides» es una composición de las palabras del griego «fringilla» que designa a los pinzones, y «oidēs», que significa ‘que se parece’.

### Taxonomía
La presente especie estuvo tradicionalmente colocada en un género monotípico Dolospingus, hasta que los estudios filogenéticos de Mason & Burns (2013) demostraron que esta especie y también otras seis del género Oryzoborus se encontraban embutidas dentro del género Sporophila. En la Propuesta N° 604 al Comité de Clasificación de Sudamérica (SACC) se aprobó la transferencia de dichas especies a Sporophila.
Es monotípica. Los datos presentados por los amplios estudios filogenéticos recientes demostraron que la presente especie es próxima de Sporophila frontalis, y el par formado por ambas es próximo de un clado integrado por S. luctuosa y S. caerulescens + S. nigricollis.